# Китсекюла
Ки́тсекюла (эст. Kitseküla — «Козья деревня») — микрорайон в районе Кесклинн города Таллина, столицы Эстонии. 

## География
Расположен в центральной части Таллина. Граничит с микрорайонами Веэренни, Лиллекюла, Луйте, Тонди, Уус-Мааильм, Юлемистеярве и Ярве. Площадь — 1,4 км². Плотность населения на 1 января 2023 года — 3411,4 чел/км². В Китсекюла находится парк Диаконисси.

## Улицы
По территории микрорайона пролегают улицы Алеви, Асула пыйк, Асула, Кауба, Кеава, Кийса, Кохила, Кяру, Магдалеэна, Марта, Пайде, Пярнуское шоссе, Рапла, Саку, А. Х. Таммсааре, Тонди, Тюри, Хагуди, Халливанамехе, Юурдевео, Ярвевана.

## Население
| Численность населения микрорайона Китсекюла на 1 января по данным Регистра народонаселения | Численность населения микрорайона Китсекюла на 1 января по данным Регистра народонаселения | Численность населения микрорайона Китсекюла на 1 января по данным Регистра народонаселения | Численность населения микрорайона Китсекюла на 1 января по данным Регистра народонаселения | Численность населения микрорайона Китсекюла на 1 января по данным Регистра народонаселения | Численность населения микрорайона Китсекюла на 1 января по данным Регистра народонаселения | Численность населения микрорайона Китсекюла на 1 января по данным Регистра народонаселения | Численность населения микрорайона Китсекюла на 1 января по данным Регистра народонаселения |
| 2008                                                                                       | 2010                                                                                       | 2011                                                                                       | 2012                                                                                       | 2013                                                                                       | 2014                                                                                       | 2015                                                                                       | 2016                                                                                       |
| ------------------------------------------------------------------------------------------ | ------------------------------------------------------------------------------------------ | ------------------------------------------------------------------------------------------ | ------------------------------------------------------------------------------------------ | ------------------------------------------------------------------------------------------ | ------------------------------------------------------------------------------------------ | ------------------------------------------------------------------------------------------ | ------------------------------------------------------------------------------------------ |
| 3244                                                                                       | ↗3368                                                                                      | ↗3468                                                                                      | ↗3586                                                                                      | ↗3668                                                                                      | ↗3853                                                                                      | ↗4053                                                                                      | ↗4136                                                                                      |
| 2017                                                                                       | 2018                                                                                       | 2019                                                                                       | 2020                                                                                       | 2021                                                                                       | 2022                                                                                       | 2023                                                                                       |                                                                                            |
| ↗4250                                                                                      | ↗4397                                                                                      | ↘4221                                                                                      | ↗4267                                                                                      | ↗4433                                                                                      | ↗4472                                                                                      | ↗4776                                                                                      |                                                                                            |

## История
На территории микрорайона Китcекюла в 1867–1914 годах действовала Богадельня дьякониц, в советское время работали Таллинский комбинат молочных продуктов и Производственное объединение «Вазар».

## Учреждения и предприятия
- Asula tn 16B — Таллинский детский сад Магдалеэна[10];
- Asula tn 16B — Таллинский Семейный центр, подразделение Таллинского Департамента социальных дел и здравоохранения, предлагает семьям с детьми психологическое консультирование и  социальные услуги[11];
- Karamelli tn 6 — Таллинское и Харьюское отделение Эстонской кассы по безработице[эст.];
- Lelle tn 22 — главный офис компании «Eesti Energia»;
- Pärnu mnt 104 — Отделение Магдалеэна Ида-Таллинской Центральной больницы[эст.];
- Pärnu mnt 125 — библиотека Тонди;
- Pärnu mnt 139 — Департамент полиции и погранохраны[эст.];
- Pärnu mnt 139С — спортивный зал «Sparta Sports Club»[12];
- Pärnu mnt 162 — Таллинская строительная школа (профессиональное училище)[13];
- Jalgpalli tn 1 — медицинский центр «Qvalitas»[14];
- Jalgpalli tn 21 — А. Ле Кок Арена, главный футбольный стадион Эстонии и домашний стадион эстонской сборной по футболу и футбольного клуба «Флора».

## Общественный транспорт
По территории Китсекюла проходят маршруты городских автобусов № 5, 18, 18A, 20, 20A, 28, 32 и 36, трамвайные маршруты № 3, 4 и 5, а также большое число пригородных автобусных маршрутов. В Китсекюла расположены железнодорожная станция «Китсекюла» и железнодорожный вокзал «Таллин-Вяйке».

## Галерея
- Микрорайон Китсекюла
- Пярнуское шоссе в Китсекюла
- Железнодорожный вокзал «Таллин-Вяйке» (памятник архитектуры)
- Деревянный жилой дом, улица Тонди 3 (памятникархитектуры)
- Трамвайная остановка «Tondi»
- Улица Кауба